# Privacy
『Privacy』（プライバシー）は、松井珠理奈の1枚目のオリジナル・アルバム。2019年10月5日にSHOWROOM RECORDSから発売された。

## 概要
松井珠理奈本人が全楽曲の作詞を担当した全9曲を収録。自身の恋愛観を体現したメッセージ性のある作品に仕上がっている。
作曲は、井上ヨシマサが全楽曲担当している。
収録曲の「KMTダンス」は先行シングルとして、2019年8月28日から限定配信された。
2019年10月5日～2019年11月4日まで約1ヶ月間の期間限定で発売された。

## 収録曲
全作詞: 松井珠理奈、全作曲・編曲：井上ヨシマサ
1. ソファーとクッション [3:41]
2. monochrome [5:17]
3. あなたの手 [4:01]
4. 愛してる [5:08]
5. KMTダンス [4:05]
6. Stay with me [4:23]
7. YOLO [3:59]
8. チューよりkiss [3:33]
9. あの日交わした約束 [4:06]